# Michelle Wie
Michelle Wie (født 11. oktober 1989 i Honolulu på Hawaii) er en amerikansk professionel golfspiller. 
Wie har sat flere rekorder indenfor kvindegolfen. Hun er bl.a. den yngste golfspiller der nogensidne har kvalificeret sig til en turnering på den amerikanske LPGA-tour. Wie blev professionel den 13. oktober 2005, altså 2 dage efter hendes 16 års fødselsdag. Det anslås at hun allerede på det tidspunkt havde underskrevet sponsorkontrakter til en værdi af $10 millioner årligt. Hun ligger pr. 13. marts 2006 nr. 2 på verdensranglisten i golf for kvinder.